# Janier Acevedo
Janier Acevedo (Caramanta, Antioquia, 6 de diciembre de 1985) es un ciclista profesional colombiano formado ciclísticamente en Medellín.

## Biografía
Sin provenir de una familia ligada al ciclismo, Acevedo utilizaba la bicicleta simplemente como medio de transporte. Luego de ver carreras como el Tour de Francia lo convirtió en su deporte preferido y comenzó a competir ya con 19 años, en las filas del Orgullo Paisa, donde permaneció ligado gran parte de su carrera. En su palmarés con este equipo se destacan sus triunfos en Costa Rica. Luego de ser 2º y 3º en la Vuelta Higuito en los años 2006 y 2007, logró la victoria en esta carrera costarricense en noviembre de 2009. Poco más de un mes después ganó la carrera más importante de ese país, la Vuelta a Costa Rica.
Debutó como profesional en 2011 en el mismo equipo, llamado ese año Gobernación de Antioquia. Esa temporada en una gira por Estados Unidos ganó una etapa del Tour de Utah y fue segundo en la clasificación de la montaña.
En 2013 pasó a defender al Jamis-Hagens Berman equipo continental de Estados Unidos y logró destacadas actuaciones. Hizo podio en dos de las carreras más importantes de ese país, siendo 3º en el Tour de California (donde también ganó una etapa) y la misma posición en el Tour de Utah, así como la 4.ª posición en el USA Pro Cycling Challenge.
Estas actuaciones además de hacerlo escalar a la posición número 1 del ranking americano (el cual finalmente ganó), no pasaron desapercibidas y fue codiciado por varios equipos UCI ProTeam. El 1 de septiembre, el Omega Pharma-Quick Step anunció en su página web la llegada del ciclista colombiano por dos temporadas, hecho que fue desmentido por el propio ciclista en su Twitter. Finalmente el 2 de octubre firmó contrato con el Garmin-Sharp, equipo con el ya tenía un pre acuerdo desde el USA Pro Cycling Challenge, indicó el mánager del equipo Jonathan Vaughters.

## Palmarés
2009
- Vuelta Higuito
- Vuelta a Costa Rica, más 2 etapas

2010
- 1 etapa de la Vuelta a Guatemala

2011
- 1 etapa del Tour de Utah

2013
- 1 etapa del Tour de Gila
- 1 etapa del Tour de California
- 1 etapa del USA Pro Cycling Challenge
- UCI America Tour

2016
- 1 etapa de la Joe Martin Stage Race

## Resultados en Grandes Vueltas y Campeonatos del Mundo
Durante su carrera deportiva ha conseguido los siguientes puestos en las Grandes Vueltas y en los Campeonatos del Mundo en carretera:
| Carrera         | 2013 | 2014 | 2015  | 2016 | 2017 | 2018 | 2019 |
| --------------- | ---- | ---- | ----- | ---- | ---- | ---- | ---- |
| Giro de Italia  | -    | -    | 120.º | -    | -    | -    | -    |
| Tour de Francia | -    | Ab.  | -     | -    | -    | -    | -    |
| Vuelta a España | -    | -    | -     | -    | -    | -    | -    |
| Mundial en Ruta | Ab.  | Ab.  | -     | -    | -    | -    | -    |

-: no participa

Ab.: abandono

## Equipos
- Gobernación de Antioquia-Indeportes Antioquia (2011-2012)
- Jamis-Hagens Berman (2013)
- Garmin/Cannondale (2014-2015)
  - Garmin-Sharp (2014)
  - Team Cannondale-Garmin (2015)
- Team Jamis (2016)
- UnitedHealthcare (2017-2018)
- EPM[9] (2019)